# Hydriomena pallidata
Hydriomena pallidata là một loài bướm đêm trong họ Geometridae.